# Uganda National Bureau of Standards
Das Uganda National Bureau of Standards (UNBS) ist die  ugandische Stelle zur Normung von Verfahrensweisen in Industrie, Handel und Verbraucherschutz. Es ist Mitglied in der Internationalen Organisation für Standardisierung (ISO) sowie der African Regional Organization for Standardization (ARSO) und untersteht dem ugandischen Ministerium für Tourismus, Handel und Industrie. Sein Direktor ist Dr. Ben Manyindo.
Die Bildung des UNBS wurde durch Gesetzeserlass im Juni 1983 beschlossen und nahm 1989 seine Funktion auf. Das UNBS hat seinen Sitz in der Nakawa Industrial Area bei Kampala und unterhält Büros in Lira, Mbale, Jinja, Kampala und Mbarara.
Die Organisation hat etwa 85 feste und 30 freie Mitarbeiter.